# 日光北街道

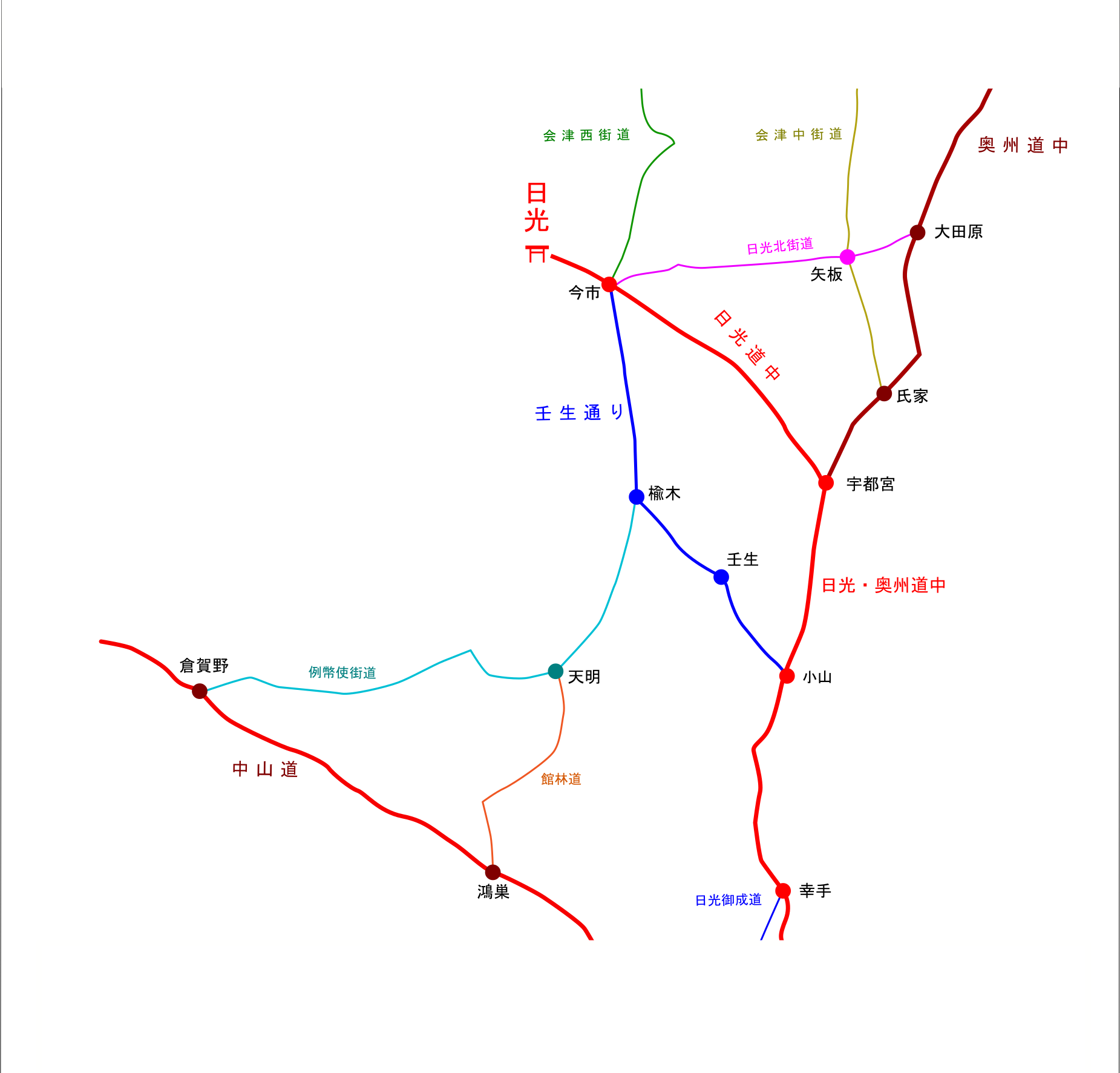
日光北街道および周辺の主要街道の略図。

日光北街道（にっこうきたかいどう）は、江戸時代に奥州街道大田原宿（大田原城下）と日光街道今市宿を結ぶ脇街道として整備された。全長約40キロメートル。

## 概要
奥州の諸大名が日光参拝時に利用したり、奥の細道で芭蕉が日光から長期滞在した黒羽に移動する際に利用した。現在の国道461号（日光北街道）にほぼ沿っているルートである。

## 宿場
1. 今市宿　（栃木県日光市）
2. 大渡宿（おおわたりしゅく）　（栃木県日光市）
3. 船生宿（ふにゅうしゅく）　（栃木県塩谷郡塩谷町）
4. 玉生宿（たまにゅうしゅく）　（栃木県塩谷郡塩谷町）
5. 高内宿　（栃木県矢板市）
6. 矢板宿　（栃木県矢板市）
7. 沢宿　（栃木県矢板市）
8. 薄葉宿（うすばしゅく）　（栃木県大田原市）
9. 大田原宿　（栃木県大田原市）